# Juan Hernández (futbolista mexicano)
Juan Hernández Ramírez (Ensenada, Baja California, México, 8 de marzo de 1965) es un ex-futbolista mexicano que jugaba de  Defensa.

## Trayectoria
De los jugadores más maduros y consolidados del fútbol nacional. Con grandes aptitudes para el ataque por el flanco derecho, así como una gran velocidad y tiro de media distancia.
Veterano jugador que tiene sellado el símbolo del América en la frente. Ya que defendió por varias temporadas la camiseta de ese equipo, del cual nunca quiso emigrar. Salió del América para jugar con Atlante, después regresó y volvió a salir al Monterrey.

## Clubes
| Club                     | País   | Año       | Partidos | Goles |
| ------------------------ | ------ | --------- | -------- | ----- |
| Club Necaxa              | México | 1983-1988 | 129      | 2     |
| Club América             | México | 1988-1996 | 236      | 11    |
| Club de Fútbol Atlante   | México | 1996-1997 | 51       | 5     |
| Club América             | México | 1998      | 24       | 2     |
| Club de Fútbol Monterrey | México | 1998      | 19       | 0     |
| Club de Fútbol Atlante   | México | 1999-2000 | 5        | 0     |

## Selección nacional

### Selección absoluta
| Club               | País   | PJ | Goles |
| ------------------ | ------ | -- | ----- |
| Selección Mexicana | México | 36 | 2     |

### Categorías menores
Participaciones en Copas del Mundo
| Mundial                                | Sede   | Resultado    |
| -------------------------------------- | ------ | ------------ |
| Copa Mundial de Fútbol Juvenil de 1983 | México | Primera fase |

### Categoría mayor
Participaciones en Copa América
| Copa              | Sede    | Resultado  |
| ----------------- | ------- | ---------- |
| Copa América 1993 | Ecuador | Subcampeón |

Participaciones en Copa Oro
| Copa                         | Sede           | Resultado    |
| ---------------------------- | -------------- | ------------ |
| Copa Oro de la Concacaf 1991 | Estados Unidos | Tercer lugar |

Participaciones en Eliminatorias mundialistas
| Torneo                            | Resultado   |
| --------------------------------- | ----------- |
| Eliminatorias Estados Unidos 1994 | Clasificado |

## Palmarés

### Campeonatos nacionales
| Título                     | Club    | País   | Año     |
| -------------------------- | ------- | ------ | ------- |
| Primera División de México | América | México | 1988-89 |
| Campeón de Campeones       | América | México | 1988-89 |

### Campeonatos internacionales
| Título                  | Club    | Lugar  | Año  |
| ----------------------- | ------- | ------ | ---- |
| Copa Campeones CONCACAF | América | México | 1990 |
| Copa Campeones CONCACAF | América | México | 1992 |
| Copa Interamericana     | América | México | 1991 |

## Estadísticas

### Resumen estadístico
| Competencia                | Partidos | Goles |
| -------------------------- | -------- | ----- |
| Primera División de México | 497      | 23    |
| Partidos internacionales   | 36       | 2     |
| Total                      | 533      | 25    |